# Exocentrus becvari
Exocentrus becvari är en skalbaggsart som beskrevs av Holzschuh 1999. Exocentrus becvari ingår i släktet Exocentrus och familjen långhorningar. Inga underarter finns listade i Catalogue of Life.